# StarOffice Basic

StarOffice Basic (aussi connu sous le nom de StarBasic ou OOoBasic) est un dialecte du langage de programmation Basic qui est inclus dans les suites bureautiques OpenOffice.org, LibreOffice et StarOffice. Il supporte l'Unicode.

## Exemple
Bien que StarBasic lui-même soit similaire à d'autres dialectes du Basic, tels que le Visual Basic for Applications (VBA) de Microsoft, l'API est très différente, comme l'exemple ci-après le montre.
```
 

 
Sub
 
DécompteParagraphes

 
'

 
' Compte le nombre de paragraphes dans le document texte

 
'

   
Dim
 
Doc
 
As
 
Object
,
 
Enum
 
As
 
Object
,
 
Décompte
 
As
 
Long

   
Doc
 
=
 
ThisComponent

 
' Est-ce que cet objet est un document texte ?

   
If
  
Not
 
Doc
.
SupportsService
(
"com.sun.star.text.TextDocument"
)
 
Then

     
MsgBox
 
"Cette macro ne doit être lancée que depuis un document texte"
,
 
64
,
 
"Error"

     
Exit
 
Sub

   
End
 
If

   
Décompte
=
0

 
' Examine chaque composant - paragraphe ou table ?

   
Enum
=
Doc
.
Text
.
CreateEnumeration

   
While
 
Enum
.
HasMoreElements

     
TextEl
=
Enum
.
NextElement

 
' Est-ce que le composant est un paragraphe ?

     
If
 
TextEl
.
SupportsService
(
"com.sun.star.text.Paragraph"
)
 
Then
 

     
Décompte
=
Décompte
+
1

     
End
 
If

   
Wend

 
'Affiche le résultat

   
MsgBox
 
Décompte
,
 
0
,
 
"Décompte des paragraphes"

 
End
 
Sub

```

L'exemple suivant montre qu'il est possible d'utiliser des caractères Unicode, pour les noms de variables. Toutefois la coloration syntaxique présente alors des défauts.
```
 

 
Sub
 
d
'''é'''monstration

   
dim
 
r
'''é'''sultat as string

   
r
'''é'''sultat = "essai"

   
msgbox
 
résultat

 
End
 
Sub

```

### BASIC Macros
- « Aide LibreOffice Basic », sur help.libreoffice.org, 11 février 2023 (consulté le 11 février 2023).
- « Antisèches Basic - Les Aide-mémoire LibreOffice de Jean-François Nifenecker », sur wiki.documentfoundation.org, 11 février 2023 (consulté le 11 février 2023).

- (en) Developers Guide
- (en) VBA emulation model project
- (en) Andrew Pitonyak's macro information

### LibreOffice / OpenOffice / StarOffice API
- (en) « API LibreOffice Basic », sur api.libreoffice.org, 11 février 2023 (consulté le 11 février 2023).
- (en) LibreOffice / Apache OpenOffice / StarOffice API Project Page
  - (en) Apache OpenOffice SDK
  - (en) API reference manual